# Reino da Croácia (1102–1526)
O Reino da Croácia (em croata:  Kraljevina Hrvatska, Hrvatsko kraljevstvo, Hrvatska zemlja; em húngaro:  Horvát királyság; em latim: Regnum Croatiae) entrou em união pessoal com o Reino da Hungria em 1102, após um período de governo de reis das dinastias Trpimirović e Svetoslavić e uma crise de sucessão após a morte do rei Demétrio Zvonimir.   Com a coroação do Rei Colomano da Hungria como "Rei da Croácia e Dalmácia" em 1102 em Biograd, o reino passou para a Dinastia de Arpades até 1301, quando a linhagem (masculina) da dinastia morreu. Então, reis da Casa Capetiana de Anjou, que também eram descendentes cognáticos dos reis Arpades, governaram os reinos. Os séculos posteriores foram caracterizados por conflitos com os mongóis, que saquearam Zagreb em 1242, competição com Veneza pelo controle das cidades costeiras da Dalmácia e guerras internas entre a nobreza croata. Vários indivíduos surgiram durante o período, como Paulo I Šubić de Bribir, que representava a dinastia croata mais poderosa da época, a família nobre Šubić. Esses indivíduos poderosos conseguiram, de fato, garantir grande independência para seus feudos. A incursão otomana na Europa no século XVI reduziu significativamente os territórios croatas e deixou o país fraco e dividido. Após a morte de Luís II em 1526, durante a Batalha de Mohács e um breve período de disputa dinástica, ambas as coroas passaram para a Casa Austríaca de Habsburgo, e os reinos tornaram-se parte da monarquia dos Habsburgos.
Alguns dos termos da coroação de Colomano e o status posterior dos nobres croatas são detalhados na Pacta Conventa, um documento preservado apenas em transcrição do século XIV. Os termos precisos dessa relação tornaram-se uma questão de disputa no século XIX; no entanto, mesmo na união dinástica com a Hungria, instituições de um estado croata separado foram mantidas por meio do Sabor (uma assembleia de nobres croatas) e do Bano (vice-rei). Além disso, os nobres croatas mantiveram suas terras e títulos.  

## Nome
O nome diplomático do reino era "Reino da Croácia e Dalmácia" (em latim: Regnum Croatiae et Dalmatiae) até 1359, quando uma forma plural "reinos" (em latim: regna) entrou em uso.   A mudança foi consequência da vitória de Luís I contra a República de Veneza e do Tratado de Zara, pelo qual a República de Veneza perdeu sua influência sobre as cidades costeiras da Dalmácia.  No entanto, o reino ainda era conhecido principalmente como Reino da Croácia e Dalmácia até Veneza recuperar a costa da Dalmácia em 1409. A forma mais comum do nome na língua croata era Hrvatska zemlja ("país croata" ou "terra croata").  

## Antecedentes

### Crise de sucessão

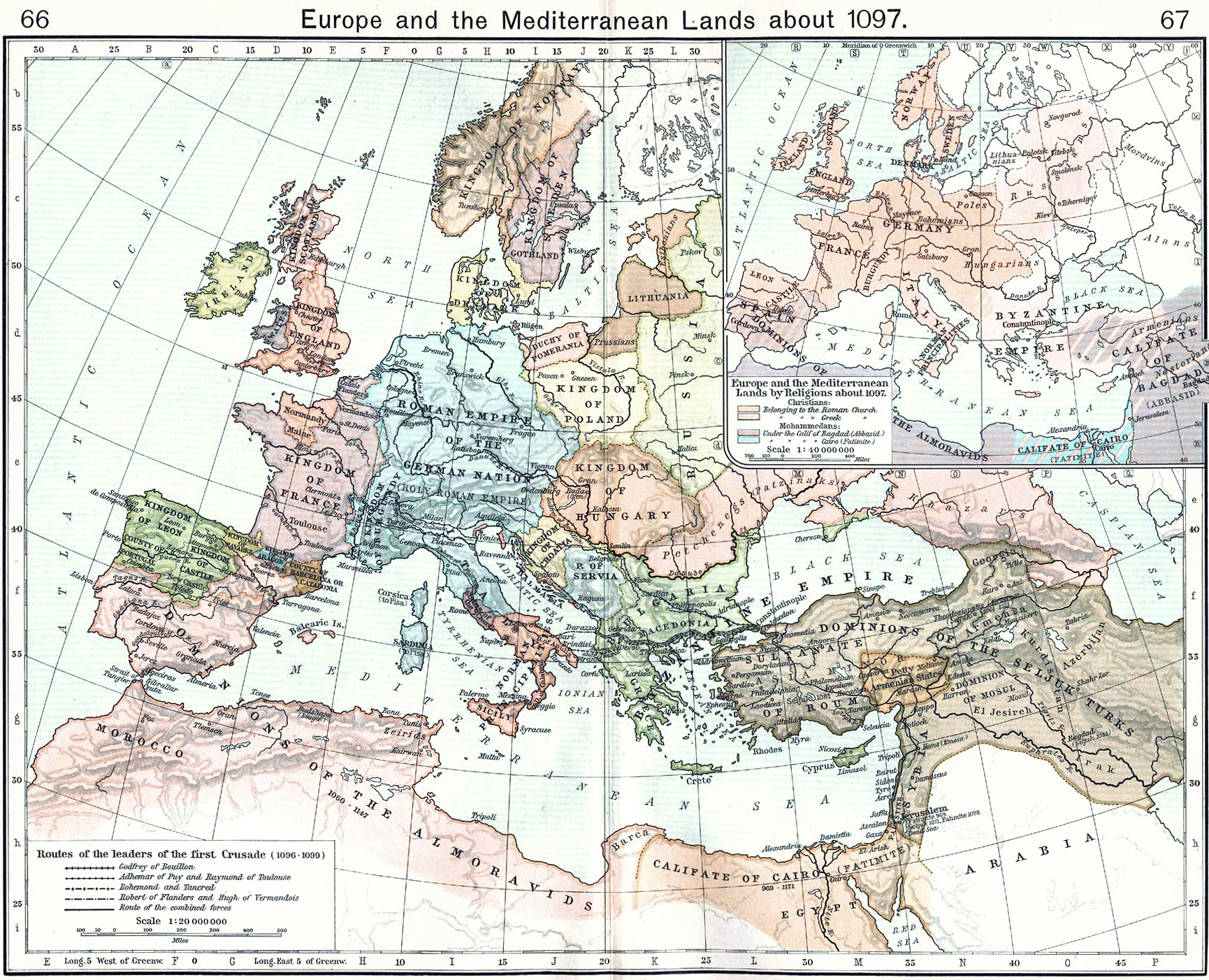
Reino Croata c. 1097, antes da Batalha da Montanha Gvozd

Demétrio Zvonimir foi o Rei da Croácia do ramo Svetoslavić da Casa de Trpimirović. Ele começou como Bano da Eslavônia e depois como Duque da Croácia a serviço de Pedro Cresimiro IV. Pedro o declarou seu herdeiro e, em 1075, Demétrio Zvonimir sucedeu ao trono croata. Zvonimir casou-se com Helena da Hungria, da Casa de Arpades em 1063. Helena foi uma princesa húngara, filha de Béla I e irmã do rei Ladislau I da Hungria. Eles tiveram um filho, Radovan, que morreu no final da adolescência ou no início dos vinte anos. Após a morte de Zvonimir em 1089, ele foi sucedido por Estêvão II, último da Casa de Trpimirović. O governo de Estêvão foi relativamente ineficaz e durou menos de dois anos. Ele passou a maior parte desse tempo na tranquilidade do mosteiro de Santo Estêvão sob os Pinheiros (em croata:  Sv. Stjepan pod Borovima) perto de Split. Estêvão II morreu pacificamente no início de 1091, sem deixar herdeiro. Como não havia nenhum membro masculino vivo da Casa de Trpimirović, a guerra civil e a agitação eclodiram na Croácia pouco depois. 
A viúva do falecido rei Zvonimir, Helena, tentou manter seu poder na Croácia durante a crise de sucessão.  Alguns nobres croatas ao redor de Helena, possivelmente a família Gusić  e/ou Viniha da família Lapčan,  contestando a sucessão após a morte de Zvonimir, pediram ao rei Ladislau I para ajudar Helena e ofereceram-lhe o trono croata, que era visto como seu por direito por direitos de herança. Segundo algumas fontes, várias cidades da Dalmácia também pediram ajuda ao rei Ladislau, e Petar Gusić com Petar de genere Cacautonem se apresentaram como "Croatas Brancos" (Creates Albi), em sua corte.   Assim, a campanha lançada por Ladislau não foi puramente uma agressão estrangeira  nem ele apareceu no trono croata como um conquistador, mas sim como um sucessor por direitos hereditários.  Em 1091, Ladislau cruzou o rio Drava e conquistou toda a província da Eslavônia sem encontrar oposição, mas sua campanha foi interrompida perto das Montanhas de Ferro (Monte Gvozd).  Como os nobres croatas estavam divididos, Ladislau teve sucesso em sua campanha, mas não conseguiu estabelecer seu controle sobre toda a Croácia, embora a extensão exata de sua conquista não seja conhecida.   Nessa época, o Reino da Hungria foi atacado pelos cumanos, provavelmente enviados por Bizâncio, então Ladislau foi forçado a recuar de sua campanha na Croácia.  Ladislau nomeou seu sobrinho, o príncipe Álmos, para administrar a área controlada da Croácia, estabeleceu a Diocese de Zagreb como um símbolo de sua nova autoridade e retornou à Hungria. No meio da guerra, Petar Snačić foi eleito rei pelos senhores feudais croatas em 1093. A sede do poder de Petar era em Knin. Seu governo foi marcado por uma luta pelo controle do país com Álmos, que não conseguiu estabelecer seu governo e foi forçado a se retirar para a Hungria em 1095. 

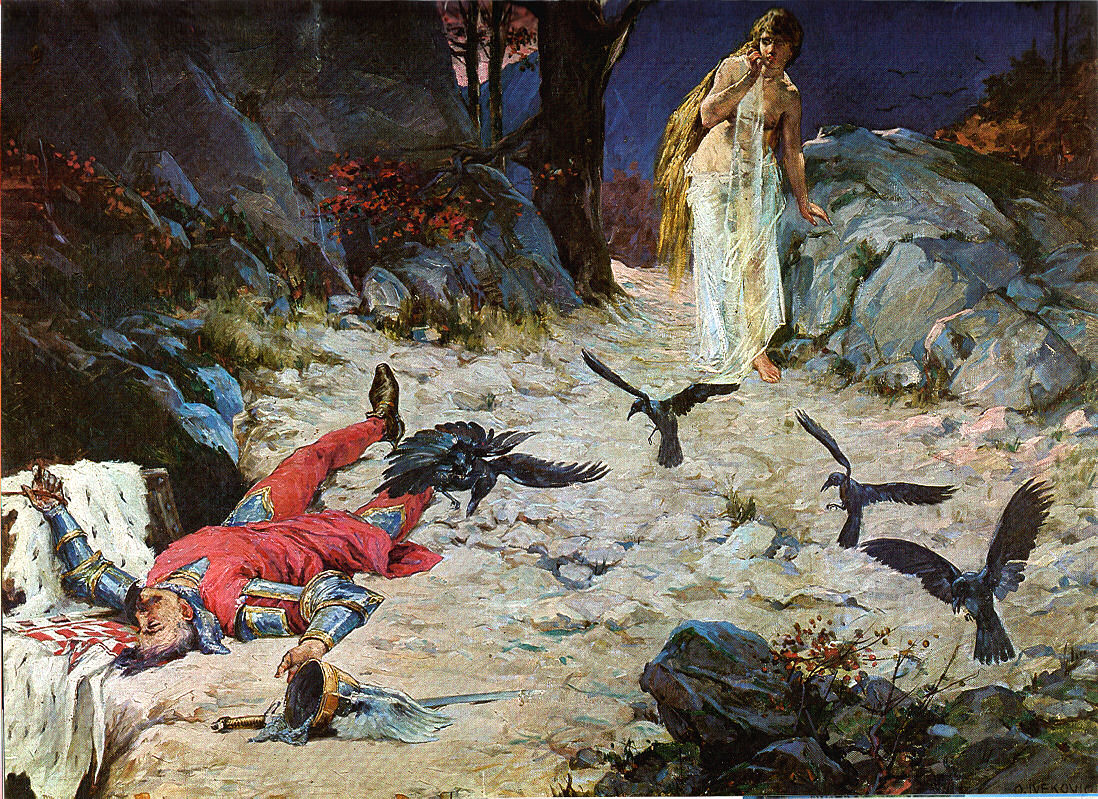
Morte do Último Rei Croata, de Oton Iveković

Ladislau morreu em 1095, deixando seu sobrinho Colomano para continuar a campanha. Colomano, como foi o caso de Ladislau antes dele, não era visto como um conquistador, mas sim como um pretendente ao trono croata.  Colomano reuniu um grande exército para reivindicar o trono e, em 1097, derrotou as tropas do Rei Petar na Batalha da Montanha Gvozd, que foi morto em batalha. Como os croatas não tinham mais um líder e a Dalmácia tinha inúmeras cidades fortificadas que seriam difíceis de derrotar, negociações começaram entre Coloman e os senhores feudais croatas. Demorou vários anos até que a nobreza croata reconhecesse Coloman como rei. Colomano foi coroado em Biograd em 1102 e o título agora reivindicado por Colomano era "Rei da Hungria, Dalmácia e Croácia". Alguns dos termos de sua coroação estão resumidos na Pacta Conventa, pela qual os nobres croatas concordaram em reconhecer Coloman como rei. Em troca, os 12 nobres croatas que assinaram o acordo mantiveram suas terras e propriedades e receberam isenção de impostos ou tributos. Os nobres deveriam enviar pelo menos dez cavaleiros armados cada um para além do rio Drava, às custas do rei, se suas fronteiras fossem atacadas.   Apesar de a Pacta Conventa não ser um documento autêntico de 1102, era quase certo que havia algum tipo de contrato ou acordo entre os nobres croatas e Colomano que regulava as relações da mesma forma.   

### Contexto histórico

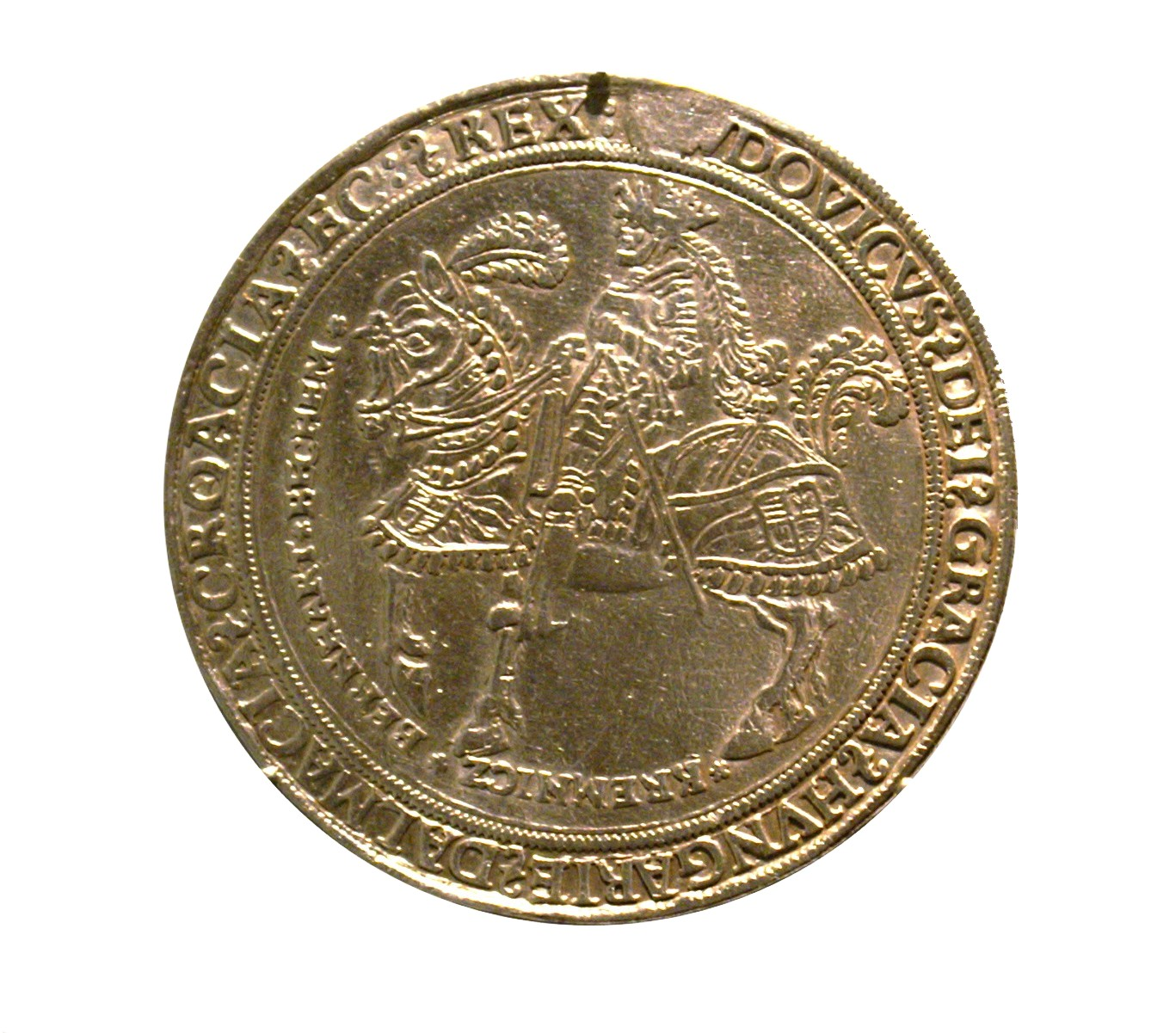
Moeda de Luís II da Hungria com inscrição em latim: "Luís pela graça de Deus Rei da Hungria, Dalmácia, Croácia"

Em 1102, após uma crise de sucessão, a coroa passou para as mãos da dinastia Arpades, com a coroação do Rei Colomano da Hungria como "Rei da Croácia e Dalmácia" em Biograd. Os termos precisos da união entre os dois reinos tornaram-se uma questão de disputa no século XIX.  Os dois reinos foram unidos sob a dinastia Árpád, seja pela escolha da nobreza croata ou pela força húngara.  Os historiadores croatas defendem que a união foi pessoal, sob a forma de um rei partilhado, uma visão também aceite por vários historiadores húngaros,       enquanto os historiadores nacionalistas sérvios e húngaros preferiram vê-la como uma forma de anexação.    A reivindicação de uma ocupação húngara foi feita no século XIX, durante o despertar nacional húngaro.  Assim, na historiografia húngara mais antiga, a coroação de Colomano em Biogrado foi objeto de disputa e sua posição era de que a Croácia havia sido conquistada. Embora hoje também se possam encontrar reivindicações deste tipo, desde que as tensões entre a Croácia e a Hungria acabaram, é geralmente aceite que Colomano foi coroado rei em Biograd.  Hoje, os historiadores jurídicos húngaros sustentam que a relação da Hungria com a área da Croácia e da Dalmácia no período até 1526 e a morte de Luís II era mais semelhante a uma união pessoal,   assemelhando-se à relação da Escócia com a Inglaterra.  
De acordo com a Worldmark Encyclopedia of Nations e a Grand Larousse Encyclopédique, a Croácia entrou em uma união pessoal com a Hungria em 1102, que permaneceu como base do relacionamento húngaro-croata até 1918,   enquanto a Encyclopædia Britannica especificou a união como dinástica.  De acordo com a pesquisa da Biblioteca do Congresso, Colomano esmagou a oposição após a morte de Ladislau I e conquistou a coroa da Dalmácia e da Croácia em 1102, forjando assim um vínculo entre as coroas croata e húngara que durou até o fim da Primeira Guerra Mundial.  A cultura húngara permeou o norte da Croácia, a fronteira croata-húngara mudou frequentemente e, às vezes, a Hungria tratou a Croácia como um estado vassalo. A Croácia tinha o seu próprio governador local, ou Bano; uma nobreza privilegiada de proprietários de terras; e uma assembleia de nobres, o Sabor.  Segundo alguns historiadores, a Croácia tornou-se parte da Hungria no final do século XI e no início do século XII,  mas a natureza real da relação é difícil de definir.  Por vezes, a Croácia agiu como um agente independente e outras vezes como um vassalo da Hungria.  No entanto, a Croácia manteve um elevado grau de independência interna.  O grau de autonomia croata flutuou ao longo dos séculos, assim como as suas fronteiras. 
O suposto acordo denominado Pacta conventa ou Qualiter (primeira palavra do texto) é hoje visto como uma falsificação do século XIV pela maioria dos historiadores croatas modernos. De acordo com o documento, o rei Colomano e os doze chefes dos nobres croatas fizeram um acordo, no qual Colomano reconheceu sua autonomia e privilégios específicos. Embora não seja um documento autêntico de 1102, houve, no entanto, pelo menos um acordo não escrito que regulava as relações entre a Hungria e a Croácia aproximadamente da mesma forma,   enquanto o conteúdo do alegado acordo é concordante com a realidade do governo na Croácia em mais de um aspecto. 

## Geografia e organização administrativa

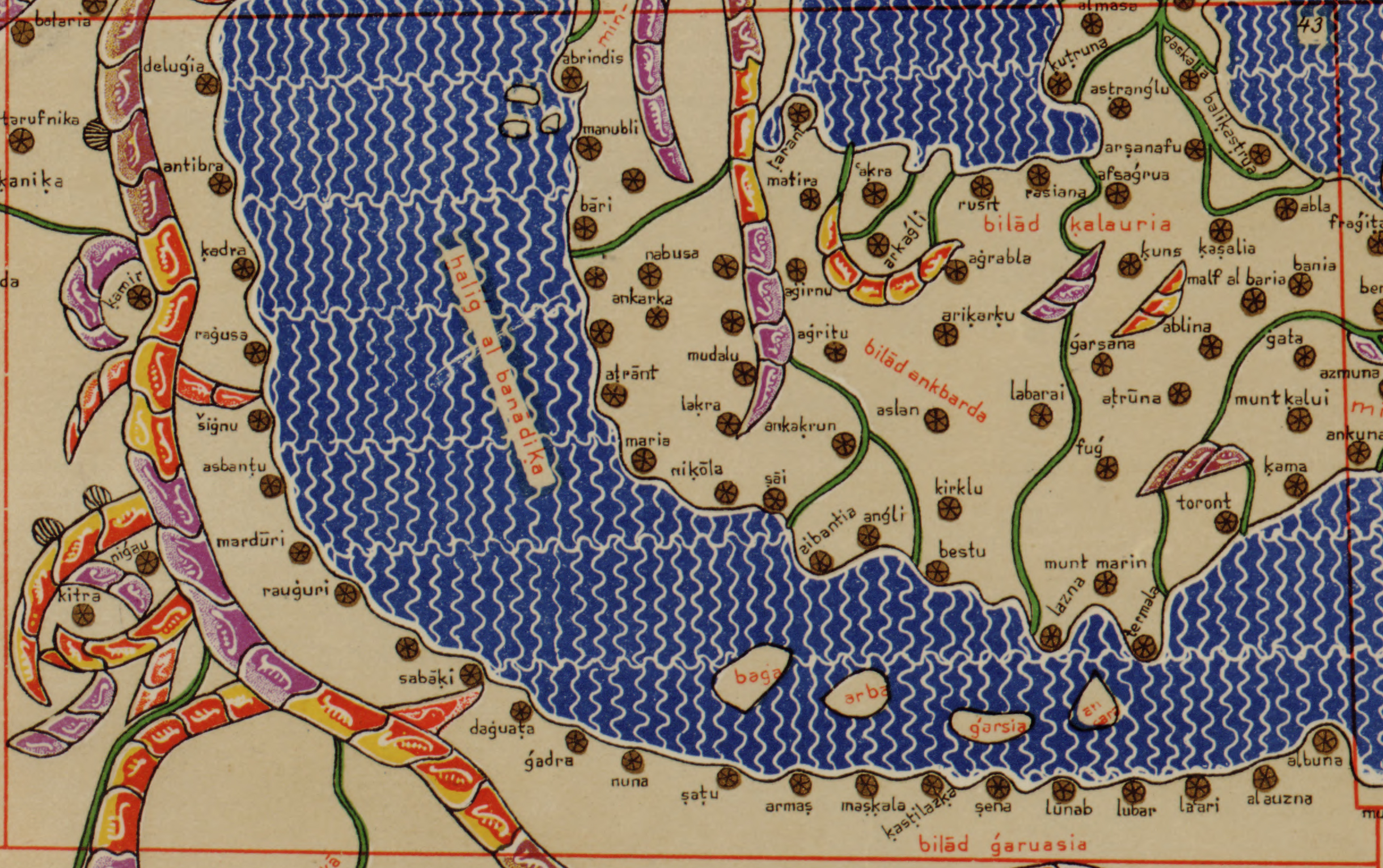
Um dos mapas mais antigos que retratam a Croácia, da Tabula Rogeriana em 1154

O Reino da Croácia era limitado a oeste pela costa da Dalmácia (do promontório do Golfo de Kvarner, no norte, até a foz do Neretva, no sul), limitado a leste pelos cursos do Vrbas e do Neretva, ao sul pelo baixo Neretva e ao norte pela montanha Gvozd e pelo rio Kupa.   O território entre a Dalmácia e o Neretva, no oeste do Hum, nem sempre esteve em posse da Croácia. O termo "Dalmácia" se referia a diversas cidades costeiras e ilhas, às vezes usado como sinônimo de Croácia, e só se espalhou para o interior com a expansão de Veneza no século XV. Na segunda metade do século XV e no início do século XVI, as fronteiras da Croácia estenderam-se para norte e incluíram o território do condado de Zagreb e os seus arredores, que já estavam sob a mesma administração. 
A Croácia era governada por um representante do rei, um governador chamado bano. Após a sucessão de Emérico em 1196, seu irmão mais novo , André II, tornou-se Duque da Croácia e Dalmácia em 1198, após uma breve escaramuça entre eles. Assim, a partir de 1198, a Croácia e a Eslavônia ficaram sob o domínio dos Duques da Croácia, que governavam seu ducado, ainda conhecido como Reino da Croácia, como governantes semi-independentes. Sob o duque também havia um Bano que geralmente era um nobre importante, às vezes de origem croata e às vezes húngara. Um único bano governou todas as províncias croatas até 1225, quando o território sob o domínio do bano foi dividido entre dois Banos: o Bano da Croácia e Dalmácia e o Bano da Eslavônia. Os cargos foram ocupados intermitentemente pela mesma pessoa depois de 1345 e oficialmente fundidos novamente em 1476. O território da Croácia foi dividido em condados (em croata:  županije), cada um sob uma contagem (župan). Os condes croatas eram nobres locais em sucessão hereditária, governando como antes de 1102, sob o direito consuetudinário da Croácia.  Em assuntos da Igreja, a Croácia ao sul da montanha Gvozd estava sob a jurisdição do Arcebispo de Split, enquanto a Eslavônia estava sob a jurisdição do Arcebispo de Kalocsa. 

## História

### Luta com Veneza e Bizâncio

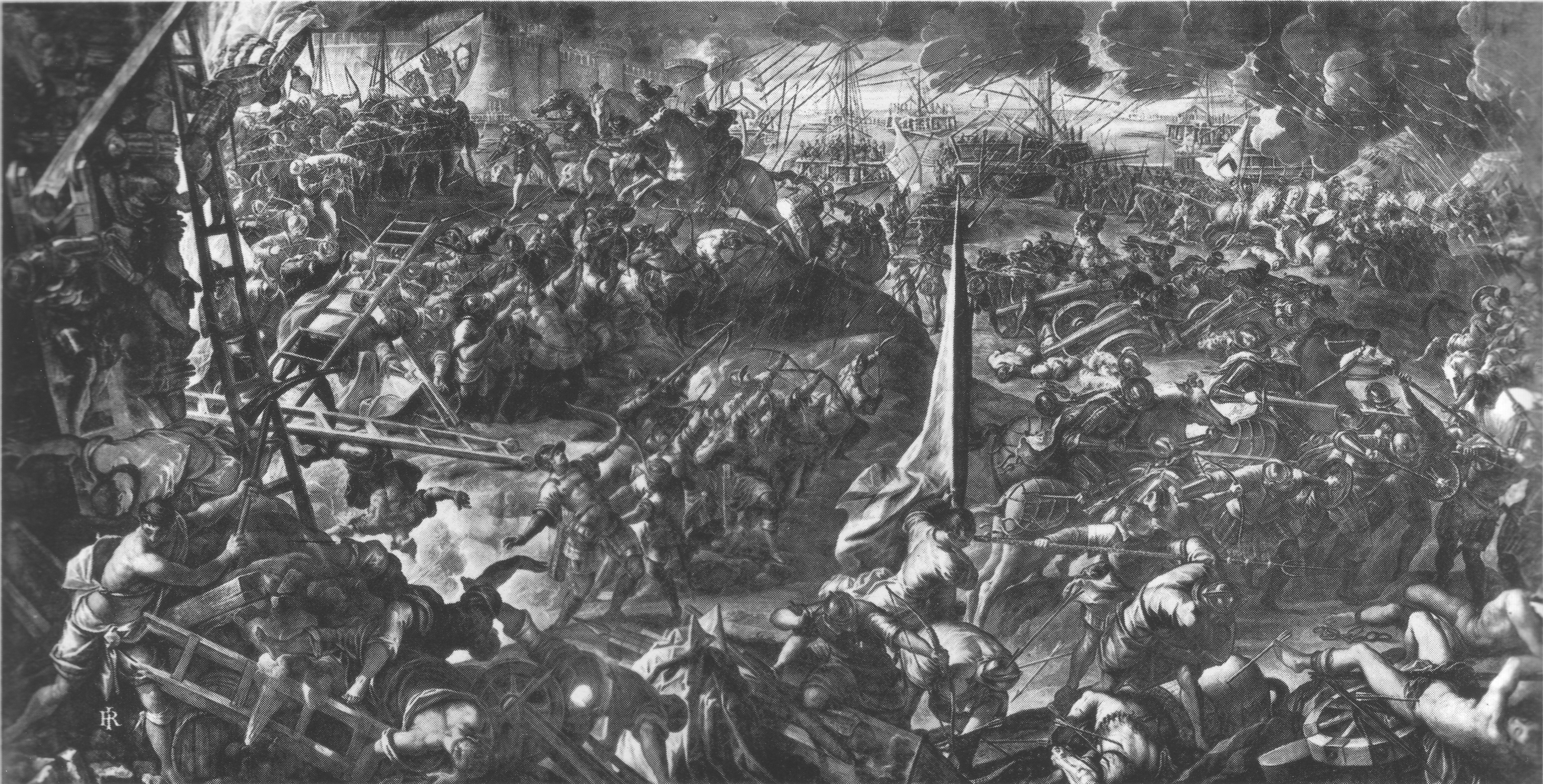
Cerco de Zadar em 1202 pelos cruzados e venezianos

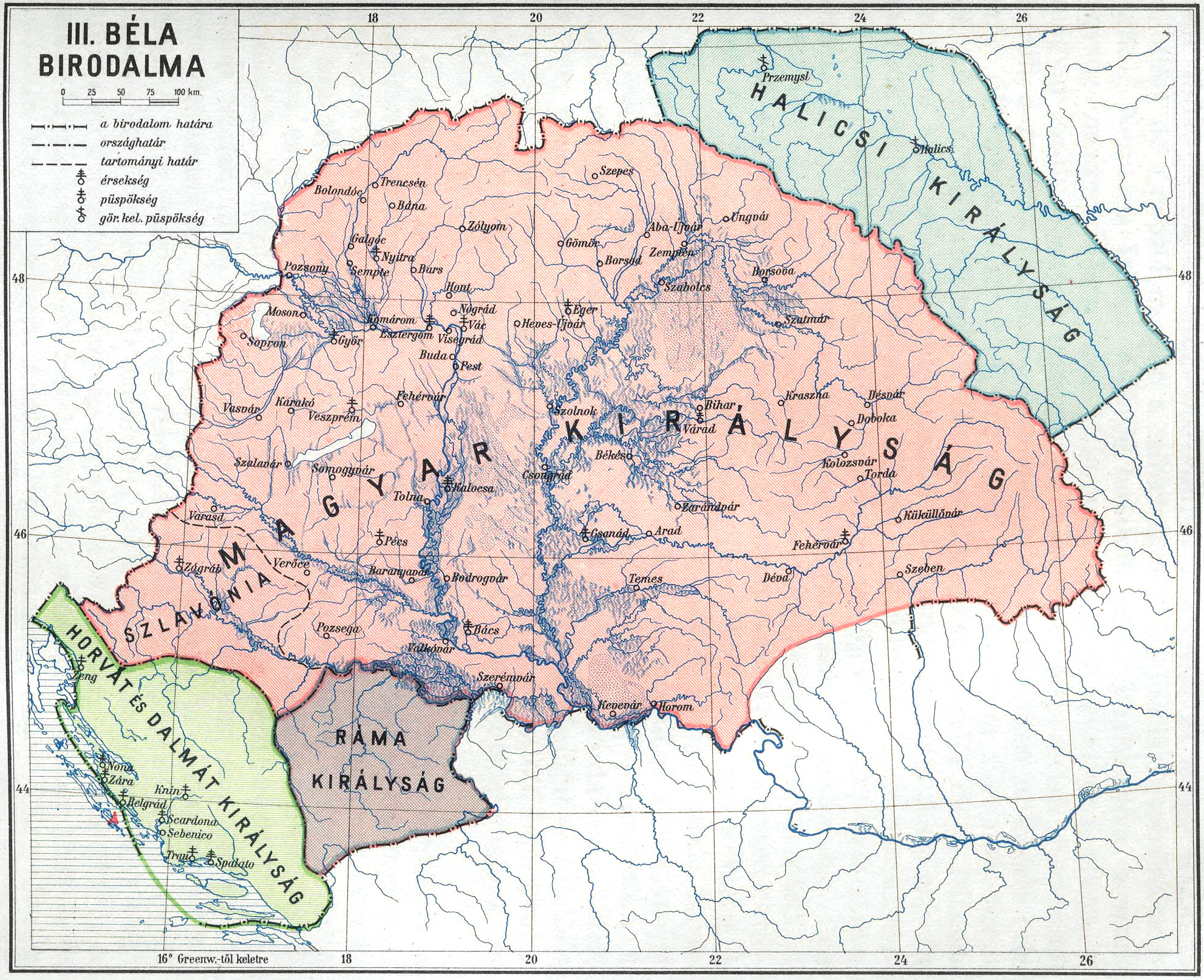
Reino da Croácia e Dalmácia no final do século XII (verde claro)

Em 1107, o rei Colomano controlava a maioria das antigas cidades costeiras bizantinas na Dalmácia. Como essas cidades eram importantes, os húngaros e os croatas frequentemente lutavam com Veneza e os bizantinos pela região.  Em 1116, após a morte de Coloman, Veneza atacou a costa da Dalmácia, derrotou o exército do croata Bano Cledin e tomou Biograd, Split, Trogir, Šibenik, Zadar e várias ilhas. O rei Estêvão II, sucessor de Colomano, tentou sem sucesso recuperar as cidades perdidas em 1117, embora o Doge de Veneza, Ordelafo Faliero, tenha sido morto em uma batalha perto de Zadar. Uma trégua de cinco anos foi assinada, confirmando o status quo. Em 1124, Estêvão II atacou novamente as possessões venezianas e recuperou Biograd, Split, Šibenik e Trogir, mas Zadar e as ilhas permaneceram sob controle veneziano. Entretanto, em 1125, o Doge Domenico Michele reconquistou essas cidades e arrasou Biograd. Em 1131, Béla II subiu ao trono e em 1133 reconquistou as cidades perdidas, exceto Zadar.   Em 1167, uma parte da Croácia ao sul do Rio Krka, assim como a Bósnia, foi conquistada pelos bizantinos e permaneceu sob seu controle até a morte do Imperador Manuel I Comneno em 1180, quando o Império Bizantino renunciou às terras adquiridas. Após 1180 a área sob administração do bano aumentou, mas seu domínio e escopo de atividades ainda não estavam totalmente formulados. 
Após a morte do Imperador Manuel I Comneno, o Império Bizantino não foi mais capaz de manter seu poder consistentemente na Dalmácia. Logo Zadar se rebelou contra Veneza e se tornou um campo de batalha constante até 1202, quando, durante a Quarta Cruzada, os venezianos sob o comando do Doge Enrico Dandolo e os cruzados saquearam Zadar (Zara), apesar do fato de o Rei Emérico ter prometido se juntar à Cruzada. Foi o primeiro ataque contra uma cidade católica pelos cruzados. Veneza exigiu isso como compensação pelo seu transporte mais a leste em direção a Constantinopla, onde mais tarde fundaram o Império Latino.  As hostilidades com Veneza continuaram até 1216, durante o reinado do rei André II, que usou a frota veneziana para se juntar à Quinta Cruzada. 

### Feudalização e relações entre nobres

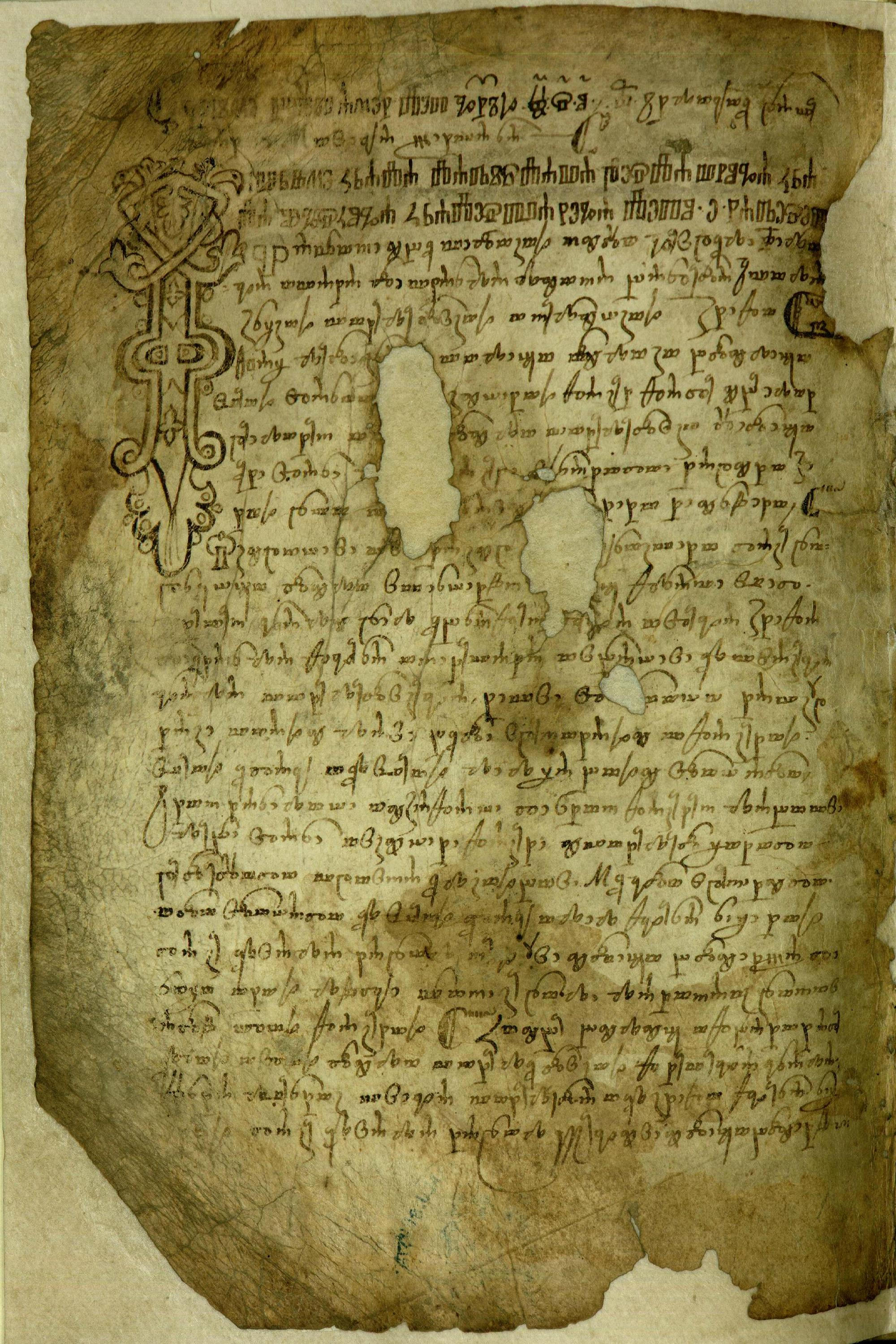
Códice de leis de Vinodol, um código de leis croata em escrita glagolítica de 1288

No século XII, sob a influência do sistema feudal que floresceu na Europa medieval e prevaleceu na Hungria e na Croácia, formou-se na Croácia uma camada de poderosas famílias nobres.  Essas famílias eram, em sua maioria, descendentes das doze tribos nobres croatas originais. A nobreza criada pelos monarcas ou baseada no serviço real nunca existiu na Croácia.  Esses nobres detinham e administravam condados inteiros, presidiam tribunais locais e aplicavam suas decisões, portanto a população local estava totalmente separada de qualquer organização estatal.  As famílias nobres croatas mais proeminentes do século XII e início do século XIII foram os Šubić (ou Príncipes de Bribir), divididos entre vários ramos da família e governando o interior da Dalmácia com sua sede em Bribir; os Babonić na Eslavônia ocidental e ao longo da margem direita do Rio Kupa; os Kačić entre os rios Cetina e Neretva com sua sede em Omiš, conhecidos por praticar pirataria; e os Frankopan (então conhecidos como Príncipes de Krk), governando a ilha de Krk, Kvarner e o Condado de Modruš no norte de Lika. Além dessas principais famílias nobres, havia outras menos poderosas, como as famílias de Gusić, Kukar, Lapčan e Karinjan, Mogorović e Tugomirić.  
Durante este período e como resultado da Segunda Cruzada (1145–1149), os Cavaleiros Templários e os Cavaleiros Hospitalários ganharam propriedades e bens consideráveis na Croácia. As primeiras doações em favor das ordens cristãs foram dadas pelo bósnio Bano Borić. No final do século XII, os Templários tinham possessões em Vrana, Senj, Nova Ves perto de Zagreb, etc. 
Em 1221, eclodiu uma guerra entre Domald, então Príncipe de Split e Conde de Cetina, e a família Šubić pela propriedade de Split. Os laços familiares de Domald são desconhecidos, mas ele provavelmente era da família Snačić ou Kačić. Domald também conquistou a fortaleza de Šibenik e Klis e brevemente tomou Zadar de Veneza em 1209. Os cidadãos de Split expulsaram Domald em 1221 e elegeram Višan Šubić de Zvonigrad, perto de Knin, como seu príncipe. Embora a família Šubić tenha saído vitoriosa, outra guerra começou entre seus membros, Gregório III Šubić de Bribir e Višan. Gregory Šubić venceu, executou Višan e tomou suas terras, garantindo assim a supremacia na família Šubić. Domald ainda estava de posse de Klis e tinha ambições de retomar Split. No decorrer da guerra, Domald perdeu Klis e então se aliou à família Kačić. Em 1229, Domald conseguiu derrotar o representante de Gregório em Split e foi reeleito príncipe de Split. Entretanto, em 1231, Gregório retornou à sua posição em Split. Após a morte de Gregório, Domald aproveitou a nova situação e, pela segunda vez, recuperou Split em 1235, mas a perdeu dois anos depois para o filho de Gregório, Marko I Šubić de Bribir. A guerra com Domald finalmente terminou quando Stjepko Šubić o derrotou e capturou em Klis. 
A Croácia e a Eslavônia permaneceram descentralizadas sob nobres locais ao longo do século XIII, ao contrário dos nobres húngaros que se rebelaram contra o rei André II. O rei foi forçado a emitir uma bula de ouro em 1222 definindo os direitos da nobreza húngara e concedendo-lhes privilégios como isenção de impostos e o direito de desobedecer ao rei. Os nobres croatas já gozavam da maioria dos privilégios concedidos por André II. 

### Invasão mongol
Durante o governo de Béla IV, os mongóis (ou tártaros), tendo conquistado Kiev e o sul da Rússia, invadiram a Hungria em 1241. Na Batalha de Mohi, no Rio Sajó, em 11 de abril de 1241, os mongóis exterminaram o exército húngaro.  Colomano, irmão do Rei Béla, ficou gravemente ferido e foi levado para o sul, para a Croácia, onde morreu em decorrência dos ferimentos. Batu Cã enviou seu primo Cadã com um exército de 10.000 a 20.000 homens para perseguir o rei Béla, que fugiu para a Croácia. 
Em 1242, os mongóis cruzaram o rio Drava e começaram a saquear os condados eslavos de Požega e Križevci. Saquearam as cidades de Čazma e Zagreb, cuja catedral foi queimada.  A nobreza, juntamente com o rei Béla, mudou-se para o sul, para a fortaleza de Klis, Split, Trogir e as ilhas vizinhas.  Em março de 1242, os mongóis estavam perto de Split e começaram a atacar Klis, pois pensavam que o rei Béla, que estava na época em Trogir, estava escondido lá, mas não conseguiram capturar sua fortaleza. 
Logo chegou a notícia da morte de Ögedei Khan em Karakorum. Para participar da eleição de um novo cã, os mongóis voltaram. Um grupo retornou para o leste através de Zeta, Sérvia e Bulgária, todos os quais foram saqueados ao passarem, enquanto o segundo saqueou a área de Dubrovnik e queimou a cidade de Kotor.  
Depois que os mongóis deixaram a Croácia, suas terras foram devastadas e uma grande fome eclodiu. A invasão dos mongóis mostrou que somente cidades fortificadas poderiam fornecer proteção contra eles. Como os mongóis ainda controlavam grande parte da Europa Oriental, começaram os trabalhos de construção de sistemas de defesa, construindo novas fortificações e reforçando ou reparando as existentes.  A cidade fortificada de Medvedgrad foi construída na montanha Medvednica acima de Zagreb, assim como Garić, Lipovac, Okić, Kalnik, etc.  Em 16 de novembro de 1242, o rei emitiu uma Bula de Ouro aos cidadãos de Gradec (hoje parte de Zagreb), pela qual foi proclamada uma cidade real livre. Os nobres foram autorizados a construir castelos em suas terras e aumentar o tamanho de seus exércitos, tornando-os ainda mais independentes. 

### Guerra civil do século XIII

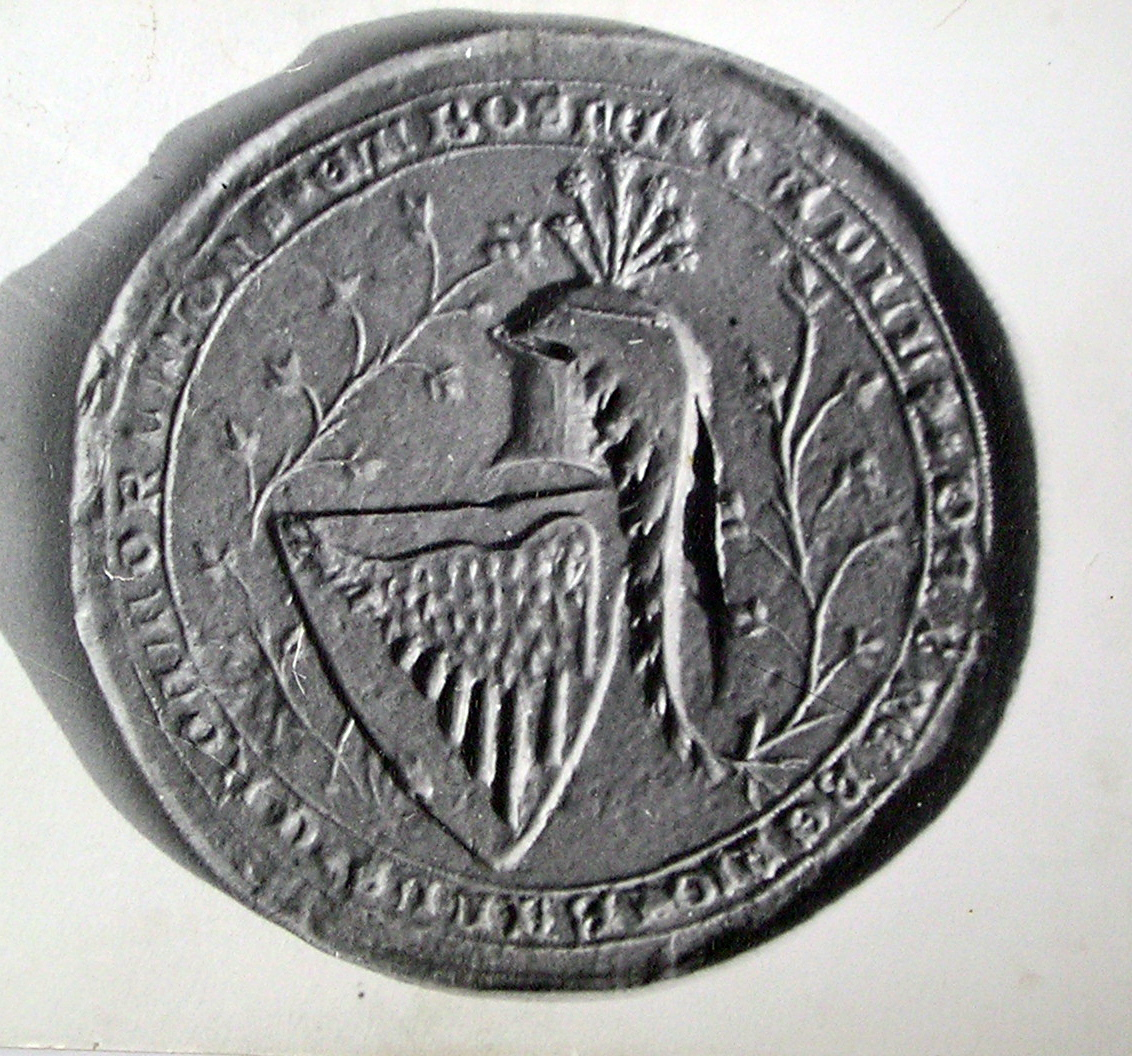
Selo de Paulo I Šubić de Bribir, "Paulus de Breberio banus Croatorum D[omi]n[u]s et Bosnae" (Paulo de Bribir, Bano dos Croatas e Senhor da Bósnia).

A invasão mongol interrompeu temporariamente as guerras internas entre os nobres, mas logo depois que eles partiram, no início da década de 1240, uma guerra civil eclodiu na Croácia. A causa da guerra foi a posse da vila de Ostrog, que tanto Split quanto Trogir reivindicaram como sua e que foi confirmada em 1242 pelo Rei Béla IV a Trogir com uma carta especial. Trogir teve o apoio do rei e da família Šubić, com Stjepko Šubić como líder, enquanto Split encontrou aliados entre a família Kačić, Andrew de Hum e o bósnio Bano Matej Ninoslav. Em 1244, Split elegeu Ninoslav como seu príncipe e, no mesmo ano, Ninoslav lançou um ataque a Trogir, mas não conseguiu tomar a cidade. Depois que Ninoslav retornou à Bósnia, um grande exército comandado pelos eslavos Bano Denis Türje, Stjepko Šubić e Daniel Šubić foi enviado contra Split, que se rendeu imediatamente. A paz foi assinada em 19 de julho de 1244. Um segundo exército liderado pelo Rei Béla IV invadiu a Bósnia e forçou Bano Matej Ninoslav a assinar um tratado de paz em 20 de julho de 1244. Para evitar mais guerras entre as cidades costeiras da Dalmácia, o Rei Béla IV transferiu a eleição de seus governadores, que antes era feita pelas próprias cidades, para o Bano da Croácia. A família Šubić ficou insatisfeita com esta decisão, pois anteriormente governava a maioria das cidades costeiras.  
Os reis posteriores procuraram restaurar sua influência concedendo certos privilégios às cidades, tornando-as cidades reais livres, separando-as assim da autoridade dos nobres locais. Varaždin adquiriu o status de cidade livre em 1220, Vukovar em 1231 e Virovitica em 1234 do Rei André II. Petrinja ganhou esse status em 1240, Gradec (excluindo Kaptol, onde residia o bispo de Zagreb, que estava sob sua própria administração) em 1242, Samobor em 1242, Križevci em 1252 e Jastrebarsko em 1257. As cidades livres elegiam os seus próprios conselhos, tinham a sua própria administração e tribunais, cobravam os seus próprios impostos e geriam as suas economias e comércio. 
Entretanto, os nobres locais continuaram a se fortalecer. O enfraquecimento da autoridade real permitiu que a família Šubić restaurasse seu antigo papel nas cidades costeiras. Na década de 1270, eles reconquistaram Trogir, Split e Šibenik. Em 1274 Paulo I Šubić de Bribir (em croata:  Pavao I Šubić Bribirski) tornou-se o chefe da família e logo foi nomeado Bano da Croácia e Dalmácia, enquanto seus irmãos eram príncipes das principais cidades da Dalmácia, Mladen I Šubić de Split e Jorge I Šubić de Trogir e Šibenik. Em 1280, Veneza atacou as propriedades costeiras da família Kačić e capturou Omiš. Paul Šubić aproveitou o declínio do Kačići e apoderou-se das propriedades continentais entre os rios Neretva e Cetina. 

### Lutas dinásticas e a família Šubić

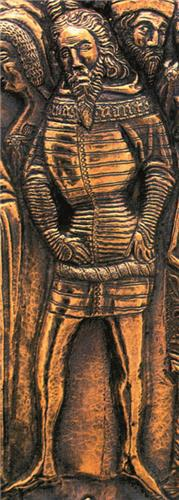
Representação de Paulo I Šubić no peito de São Simeão em Zadar

Em 1290, o rei Ladislau IV morreu, sem deixar filhos, e uma guerra de sucessão eclodiu entre André III da dinastia Árpád e Carlos Martel de Anjou da Casa de Anjou. O Bano croata Paul Šubić e a maior parte da nobreza croata apoiaram Carlos Martel, enquanto a maior parte dos nobres húngaros apoiaram André III. A família Babonić inicialmente estava do lado de Anjou, mas logo apoiou André III. Para manter o apoio croata, o pai de Carlos Martel, Carlos II de Nápoles, concedeu em nome de seu filho todas as terras, da Montanha Gvozd ao Rio Neretva, hereditariamente a Paulo Šubić. A posição do bano tornou-se hereditária para a família Šubić, enquanto os nobres croatas locais tornaram-se vassalos de Paulo e seus descendentes. Em resposta, André III também emitiu uma carta nomeando Paulo como um Bano croata hereditário. Como resultado desta licitação de apoio e da ausência de poder central no meio de uma guerra civil, a família Šubić tornou-se a família mais poderosa da Croácia.  
Em Zagreb, a cidade do bispo, Kaptol, apoiou Carlos Martel, enquanto Gradec apoiou André, o que levou a uma luta acirrada na área. Após a morte de Carlos Martel em 1295, seus direitos ao trono passaram para seu filho, Carlos I (também conhecido como Carlos Roberto). Nobres croatas e húngaros acabaram aceitando André III como rei, mas uma nova revolta começou quando, em 1299, André nomeou seu tio, Albertino Morosini, como herdeiro, já que ele não tinha filhos. Paulo enviou seu irmão, Jorge I Šubić, a Roma para obter a aprovação papal para seus pedidos e levar Carlos I para a Croácia, onde ele chegou em agosto de 1300. André III morreu em janeiro de 1301 e pôs fim à dinastia Árpád. Bano Paul Šubić acompanhou Carlos I a Zagreb, onde foi reconhecido como rei. Em março de 1301, o arcebispo o coroou com uma coroa provisória Rei da Hungria e da Croácia em Esztergom.   Portanto, o ato não foi realizado com a Santa Coroa da Hungria em Székesfehérvár, como era exigido pelo costume.

O domínio de Paulo I Šubić em 1312 (Croácia, Bósnia e Hum), logo após a captura de Zadar de Veneza

Os privilégios que Paul Šubić conquistou durante a crise de sucessão foram confirmados e sua família obteve o Bano hereditário. Embora os nobres croatas reconhecessem Carlos I, uma parte dos nobres húngaros recusou-se a fazê-lo e optou por Venceslau, filho de Venceslau II, Rei da Boêmia, que foi coroado Rei da Hungria em 1301 em Székesfehérvár. A guerra civil seguiu-se na Hungria, mas não afectou a Croácia, que estava sob a firme autoridade de Paul Šubić.  No início de 1299, Paulo ganhou o controle da Bósnia, então seu título era desde então "Bano dos Croatas e Senhor da Bósnia" (em latim: Banus Croatorum Dominus et Bosnae). Ele deu ao seu irmão Mladen I Šubić o título de Bano da Bósnia. Naquela época, o poder de Paulo estendia-se de Gvozd até Neretva, e da costa do Adriático até o rio Bosna, e apenas a cidade de Zadar permanecia fora de seu reino e sob o domínio de Veneza.  Em 1304, Bano Mladen I foi morto na Bósnia. Paulo realizou uma campanha contra a Bósnia para reafirmar sua autoridade, trazendo mais de suas terras sob seu governo, já que Paulo se referiu a si mesmo em 1305 como "senhor de toda a Bósnia" (em latim: totius Bosniae dominus). Ele nomeou seu segundo filho, Mladen II, Bano da Bósnia, e em 1305 seu terceiro filho, Paulo II, tornou-se o Príncipe de Split.  Paulo emitiu seu próprio dinheiro e era, para todos os efeitos práticos, um governante independente. Em 1311, Paulo desencadeou uma rebelião bem-sucedida em Zadar contra o domínio veneziano. A guerra com Veneza continuou após a morte de Paulo em 1º de maio de 1312, que foi sucedido por seu filho Mladen II. Com a morte de Paulo, começou um declínio gradual dos príncipes de Bribir. Veneza finalmente restaurou seu domínio em Zadar em 1313.  Em 1322, outra guerra civil começou na Croácia, culminando na Batalha de Bliska, quando Mladen II e seus aliados foram derrotados por uma coalizão de nobres croatas, incluindo seu irmão Paulo II, e cidades costeiras sob o comando de John Babonić, o Bano da Eslavônia. Um conselho em Knin foi convocado pelo rei, onde John Babonić foi nomeado Bano da Croácia e Dalmácia, encerrando o Bano hereditário da família Šubić. Suas propriedades foram reduzidas e divididas entre os irmãos de Mladen. Paulo II manteve Bribir e Ostrovica, enquanto Jorge II manteve Klis, Skradin e Omiš.  Após o declínio da família Šubić, Ivan Nelipić ascendeu e se tornou a figura dominante na Croácia. Ele tomou a cidade real de Knin, o que levou à remoção de John Babonić de seu Bano e à nomeação de Nicholas Felsőlendvai e, mais tarde, Mikcs Ákos, cujo exército foi derrotado em 1326 por Ivan Nelipić. Assim, toda a Croácia, de Lika e Krbava até o Rio Cetina, estava de fato fora da autoridade do rei. Nelipić tinha relações tensas com os Šubići e tinha conflitos frequentes com eles. Durante esses conflitos, Veneza assumiu o controle de Split em 1327 e de Nin em 1329, ganhando a maior parte da costa do Rio Zrmanja até a foz do Cetina. Ao mesmo tempo, Estêvão II Kotromanić, bano da Bósnia, anexou o território entre Cetina e Neretva, bem como Imotski, Duvno, Livno e Glamoč. Sobre o restante da Croácia, Ivan Nelipić governou independentemente de Knin até sua morte em 1344.   Depois disso, Luís I restaurou o poder real na Croácia e pacificou o país até o final de 1345. Nicholas Hahót foi o primeiro oficial real nomeado em décadas, que se autodenominou Bano da Eslavônia, Croácia e Dalmácia, fundindo as duas posições e estendendo sua influência também aos territórios croatas para representar a autoridade real. 

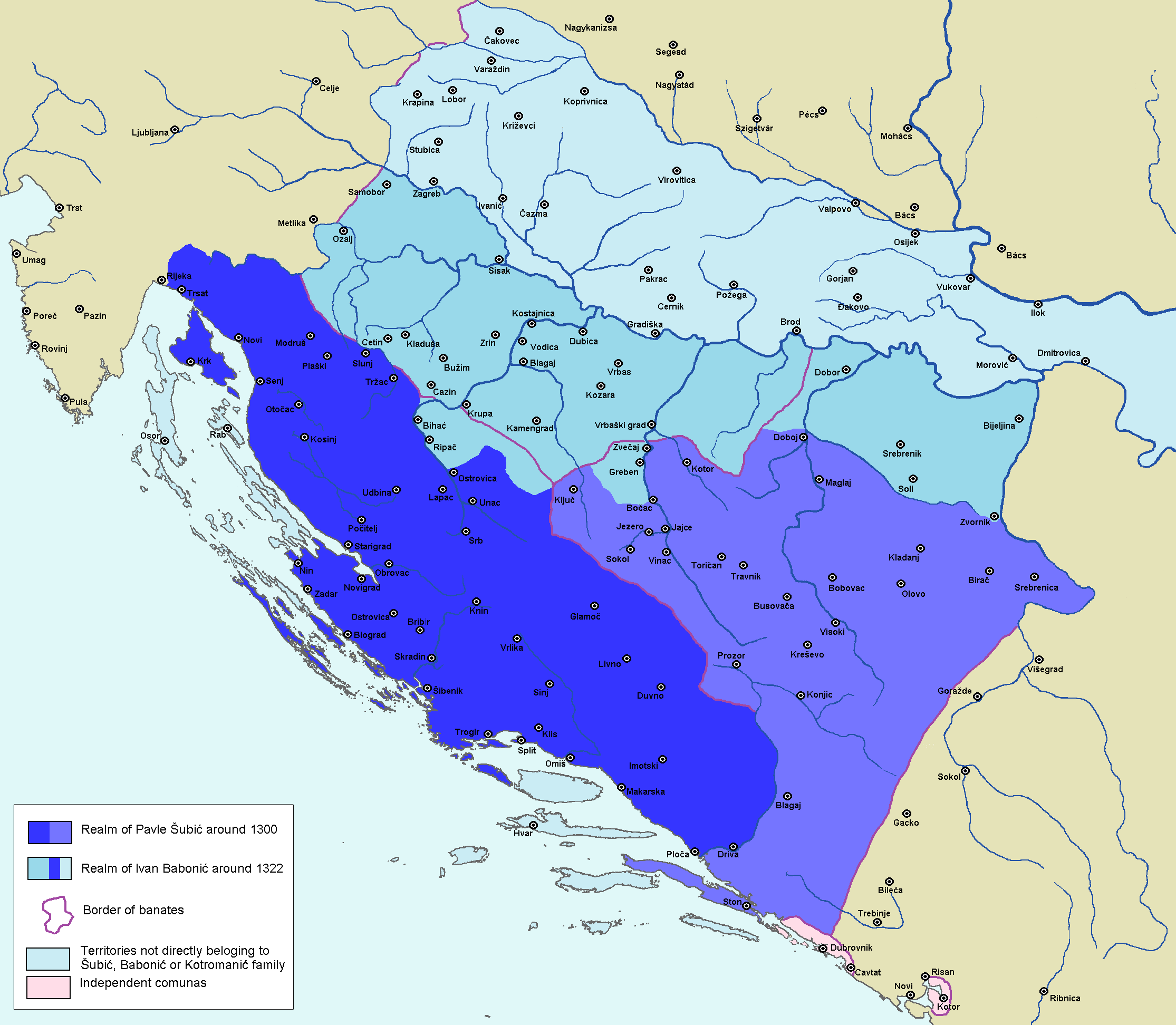
Terras croatas na primeira metade do século XIV

### Mudanças territoriais na Dalmácia
Em 1345, Zadar se rebelou novamente contra Veneza, mas após um longo cerco no final de 1346, os venezianos recuperaram a cidade. Em retaliação à rebelião, Veneza destruiu os muros marítimos de Zadar, confiscou armas de seus cidadãos e enviou um veneziano para ser o governador da cidade. O rei Luís I assinou um tratado de paz de oito anos com Veneza em 1348. Em 1356, após o fim do tratado de paz, o rei Luís invadiu os territórios venezianos sem uma declaração prévia de guerra. O exército croata era liderado por Ban John Csúz de Ludbreg. Split, Trogir e Šibenik logo se livraram dos governadores venezianos, enquanto Zadar caiu após um curto cerco. Enquanto Luís lutava com sucesso no norte da Itália, Veneza foi forçada a assinar o Tratado de Zadar em 18 de fevereiro de 1358. 

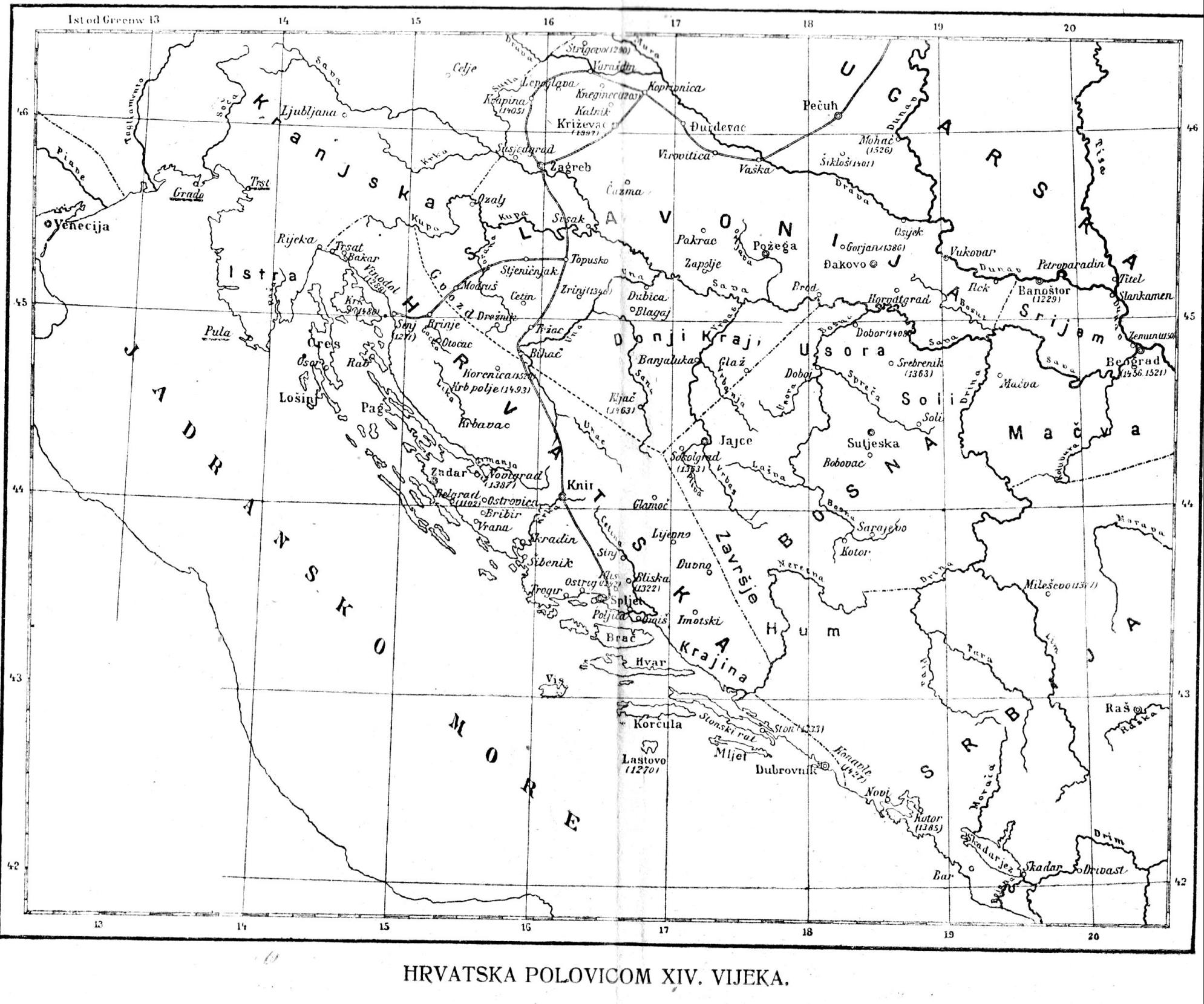
Croácia em meados do século XIV

Com o Tratado, o Rei Luís ganhou poder sobre toda a área da Dalmácia, da ilha de Cres até Durrës, na Albânia, incluindo Dubrovnik (Ragusa), que agia como uma unidade independente. O Doge de Veneza teve que renunciar ao seu título de "Duque da Croácia e Dalmácia".  Depois disso, todo o território croata foi integrado sob uma única administração e sob a autoridade do Ban da Croácia e Dalmácia. Como resultado, a economia da Croácia floresceu no final do século XIV, especialmente nas cidades da costa oriental do Adriático. Novas cidades reais foram estabelecidas nas rotas comerciais, o domínio dos comerciantes mais ricos sobre as cidades aumentou e novas condições marcaram o início da integração cultural entre a Croácia costeira e continental. 

### Movimento contra a corte
Após a morte de Luís I em 1382, sua esposa Isabel da Bósnia atuou como regente da rainha Maria, de onze anos. Sua ascensão foi negada por alguns nobres que consideravam o rei Carlos III de Nápoles o herdeiro legítimo do trono. Na Croácia, João de Palisna, prior de Vrana, foi o primeiro a se rebelar contra Isabel. Ele se opunha principalmente à política centralizadora imposta pelo marido de Elizabeth. Ele foi acompanhado por Tordácato I da Bósnia, que foi coroado Rei da Bósnia em 1371. João foi finalmente derrotado pelo exército de Isabel, que tomou sua cidade de Varna e o forçou a fugir para a Bósnia. Após um breve período de paz, um novo movimento contra a Rainha Maria e Isabel surgiu em 1385, liderado por John Horvat, Bano de Macsó, e seu irmão Paul Horvat, Bispo de Zagreb. 

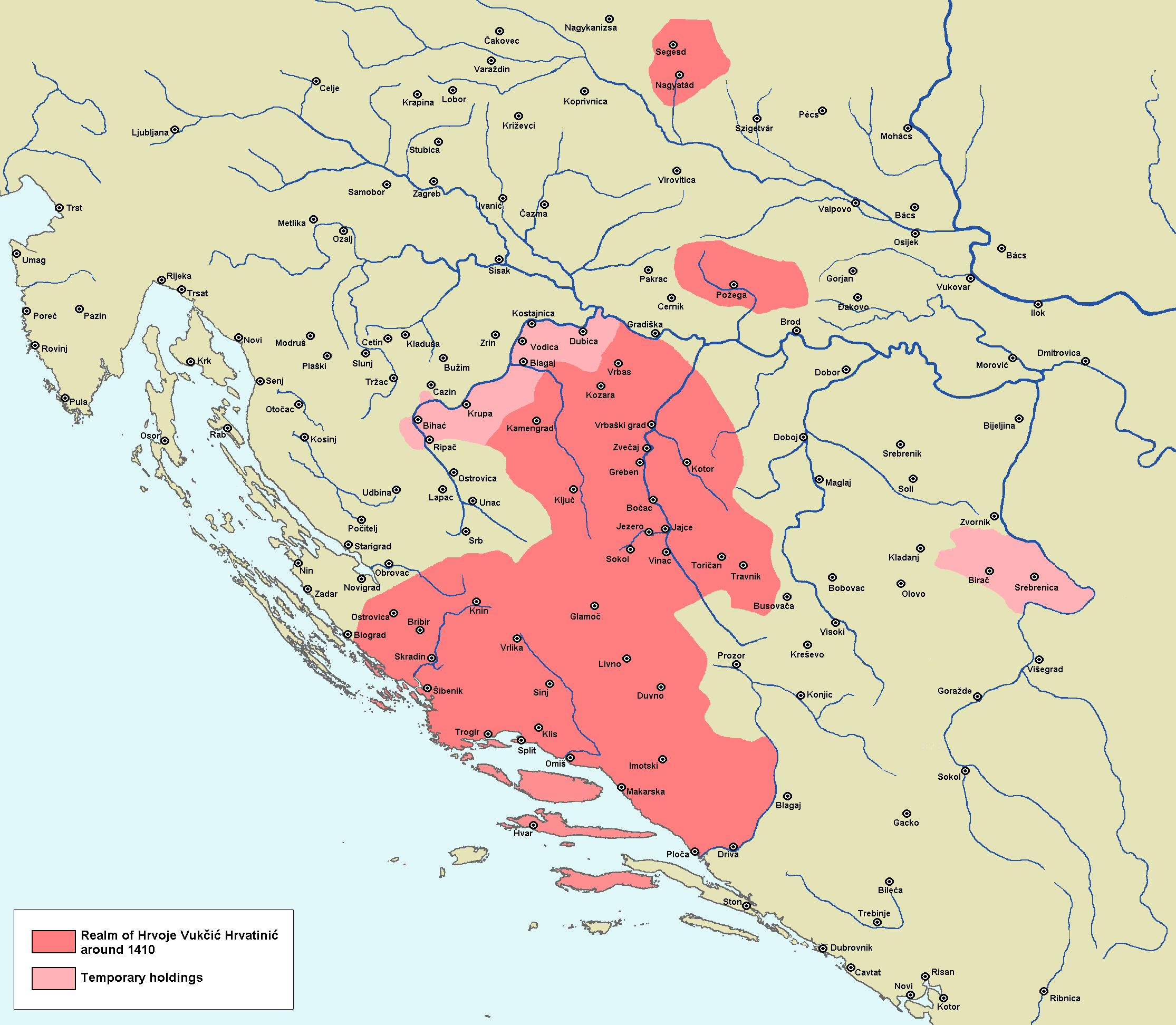
Reino de Hrvoje Vukčić no início do século XV

Os dois irmãos foram acompanhados por João de Palisna, que havia sido nomeado Bano da Croácia, Dalmácia e Eslavônia em 1385 por Carlos III. Eles ajudaram Carlos a depor a Rainha Maria, que renunciou à coroa sem resistência no final de 1385, mas Elizabeth logo o assassinou em fevereiro de 1386. Os irmãos Horvat se rebelaram abertamente em nome do filho do rei assassinado, Ladislau de Nápoles. Em 25 de julho de 1386, eles atacaram a rainha Maria, Elizabeth e sua comitiva em Gorjani e capturaram as rainhas. Maria e sua mãe foram presas e mantidas em cativeiro no castelo de Gomnec, do bispo de Zagreb.  Elizabeth e Maria foram logo enviadas para o Castelo de Novigrad, com João de Palisna como seu novo carcereiro. Elizabeth foi julgada e considerada culpada de incitar o assassinato de Charles. Em janeiro de 1387, Sigismundo de Luxemburgo, marido da rainha Maria, marchou em direção a Novigrad para resgatar as rainhas. Quando a notícia da aproximação de Sigismundo chegou a Novigrad, Elizabeth foi estrangulada em sua prisão na presença de Maria. Como o trono não podia mais ficar vago, Sigismundo foi coroado rei em 31 de março de 1387 em Székesfehérvár. 
O aliado de Sigismundo, Ivan V Frankopan, sitiou o Castelo de Novigrad com a ajuda de uma frota veneziana. Eles capturaram o castelo em 4 de junho de 1387 e libertaram Maria do cativeiro. Ela permaneceu como co-governante de Sigismundo até o fim de sua vida, mas sua influência foi mínima. Enquanto isso, o rei Tvrtko I da Bósnia, um aliado dos irmãos Horvat, os nomeou governadores de Usora. Os irmãos Horvat também foram auxiliados pelo Grão-Duque da Bósnia, Hrvoje Vukčić Hrvatinić. Tvrtko e seus aliados conseguiram adquirir a maior parte da Croácia e da Dalmácia entre 1387 e 1390, e todos os esforços de Sigismundo para recuperá-las terminaram em fracasso. Em 1390, Tvrtko começou a se autodenominar "Rei da Croácia e Dalmácia" e concedeu a Hrvoje as possessões dálmatas adquiridas. Tvrtko morreu em março de 1391 e João de Palisna morreu algumas semanas depois. Hrvoje Vukčić Hrvatinić tornou-se o nobre mais forte da Bósnia após a morte do rei Tvrtko. No mesmo ano, Ladislau nomeou-o seu representante na Dalmácia,  e também lhe concedeu o título de Duque de Split, mais tarde Herzog de Split, afirmando suas possessões nas ilhas de Brač, Hvar e Korčula. No auge do seu poder, Hrvoje foi denominado Grão-Duque da Bósnia, Knyaz de Donji Kraji, Hezog de Split.    

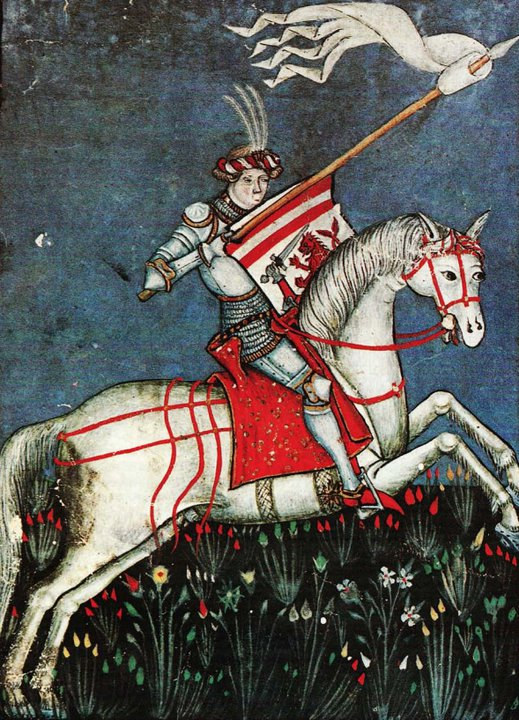
Ladislau na Croácia e Herzog de Split, Hrvoje Vukčić Hrvatinić, Grão-Duque da Bósnia conforme retratado no Missal de Hrvoje (1404)

Croácia e expansão otomana na região em 1500

A situação mudou em 1393, quando o sucessor de Tvrtko, Stephen Dabiša, fez as pazes com Sigismundo. Ele devolveu as aquisições recentes de Tvrtko, mas foi autorizado a manter os territórios no oeste da Bósnia que haviam sido conquistados em 1385. Hrvoje Vukčić também apresentou em 1393. Em julho de 1394, Sigismundo tomou Dobor, na Bósnia, e capturou John Horvat, encerrando assim a revolta dos Horvats. Por ordem da Rainha Maria, como vingança pela morte de sua mãe, João foi torturado até a morte em Pécs. 
Após a morte de Stephen Dabiša, sua viúva Jelena Gruba foi eleita rainha. Hrvoje Vukčić novamente se opôs ativamente a Sigismundo e proclamou seu apoio a Ladislau de Nápoles. Em uma tentativa de se reconciliar com a nobreza rebelde, Sigismundo convocou um conselho em Križevci, na Croácia, em 27 de fevereiro de 1397, para o qual Estêvão II Lackfi, que foi nomeado por Ladislau como seu representante para a Croácia, foi convidado por um salvo-conduto. Na reunião, Lackfi, seu sobrinho André e a nobreza que o apoiava foram assassinados, o que desencadeou uma nova revolta em nome de Ladislau. Esta revolta foi liderada por Hrvoje Vukčić, que teve um papel muito ativo e conseguiu estender sua própria autoridade. O conselho de Križevci mais tarde ficou conhecido como o "Sabor Sangrento de Križevci". 
Sigismundo teve uma campanha malsucedida contra o Reino da Bósnia em 1398, após a qual o novo rei bósnio Stephen Ostoja e Hrvoje partiram para a ofensiva. Zadar se submeteu a Hrvoje em 1401 e com a ajuda de Ivaniš Nelipčić, que controlava a maior parte do condado de Cetina, Hrvoje ganhou o controle de Split em 1403. Durante esses anos, Sigismundo perdeu o apoio dos franco-paneses, mas manteve a lealdade de Kurjakovići (ramo de Gusić), dos Berislavići e dos príncipes de Zrin. Entretanto, a passividade e a hesitação de Ladislau em se mover em direção a Buda angustiaram seus seguidores, então Sigismundo ofereceu anistia a todos aqueles que se opuseram a ele. Muitos nobres húngaros e croatas, incluindo os franco-paneses, aceitaram-no e ficaram do lado de Sigismundo. 
Devido a um conflito com Hrvoje Vukčić, a nobreza bósnia depôs Stephen Ostoja em 1404 e colocou no trono Tvrtko II, que reinou como rei fantoche de Hrvoje. Ostoja fugiu para a Hungria e ficou do lado de Sigismundo. Hrvoje foi capaz de resistir a várias intervenções militares de Sigismundo até 1408, quando a nobreza bósnia foi severamente derrotada na Batalha de Dobor. Em janeiro de 1409, foi anunciado que Hrvoje havia se submetido a Sigismundo e que Ostoja foi restaurada ao trono da Bósnia. Com isso, Sigismundo pôs fim à agitação na Hungria, na Bósnia e na Croácia.  Finalmente, em 1409, Ladislau vendeu seus direitos na Dalmácia para Veneza por 100.000 ducados, em uma tentativa de ganhar aliados na próxima guerra contra a República de Florença. 

### Guerras otomanas

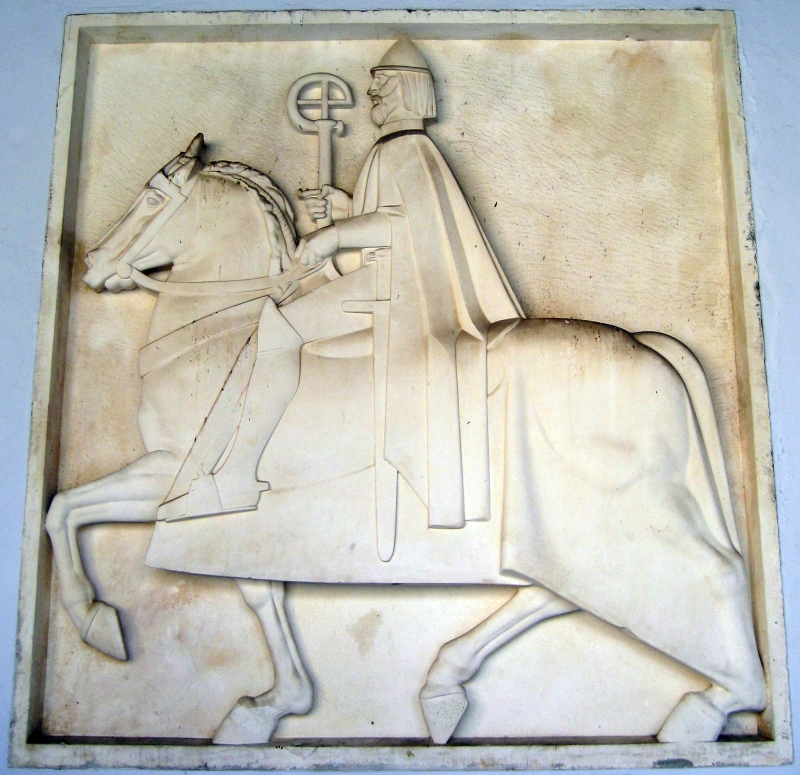
Monumento a Petar Berislavić em Trogir

Após a conquista do Império Bizantino em 1453, os otomanos expandiram-se rapidamente para oeste e também ameaçaram o Reino da Croácia.  Após a queda do Reino da Bósnia em 1463, o Rei Matthias Corvinus fortaleceu o sistema de defesa estabelecendo o Banato de Jajce e o Banato de Srebrenik. Embora os otomanos tivessem dificuldade em romper as linhas de defesa, eles realizavam regularmente ataques de pilhagem na Croácia e no sul da Hungria. Durante um desses ataques em 1463, o croata Ban Pavao Špirančić foi capturado em Senj.  O Império Otomano expandiu-se rapidamente para as áreas do sul, onde conquistou grandes partes da Herzegovina em 1482 e fortalezas croatas no vale de Neretva. 

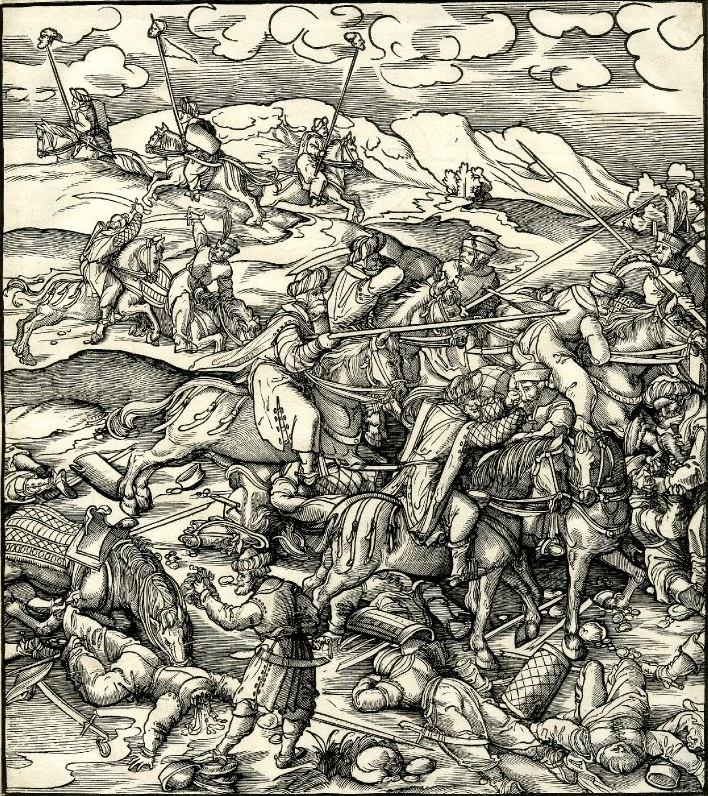
Batalha do Campo de Krbava em 1493

A primeira grande vitória croata sobre os otomanos foi alcançada pelo Conde Petar Zrinski em 1478, perto de Glina. Em 1483, um exército liderado pelo croata Bano Matthias Geréb e os Frankopans derrotaram uma força de cerca de 7.000 cavaleiros otomanos (conhecidos como Akıncı) na Batalha da travessia do Rio Una, perto da atual Novi Grad. No mesmo ano, foi assinado um tratado de paz que poupou a Croácia de grandes ataques otomanos. Os conflitos locais na fronteira continuaram, mas com menor intensidade. 
A trégua terminou com a morte de Matias Corvino em 1490. 10.000 cavaleiros leves otomanos cruzaram o rio Una em 1491 e avançaram para Carníola. No caminho de volta, eles foram derrotados na Batalha de Vrpile. Dois anos depois, uma guerra começou entre o novo Ban da Croácia, Emerik Derenčin, e a família Frankopan. Os Frankopans foram inicialmente mais bem-sucedidos e começaram a sitiar a cidade de Senj, mas o cerco foi levantado depois que um exército liderado por Bano Derenčin foi enviado contra eles. Entretanto, o exército otomano que se aproximava, liderado por Hadim Yakup Paxá (bei do Sanjaco da Bósnia), que estava retornando de um ataque em Carniola pela Croácia, forçou-os a fazer as pazes. Os nobres croatas reuniram cerca de 10.000 homens e decidiram enfrentá-los em uma batalha aberta, embora alguns insistissem que uma emboscada seria uma opção melhor. em 9 de setembro de 1493, o exército croata interceptou as forças otomanas perto de Udbina em Lika e sofreu uma grande derrota na Batalha do Campo de Krbava.  Embora a derrota tenha sido pesada, o Império Otomano não obteve ganhos territoriais como resultado dela.  A população croata das áreas afectadas pela guerra começou gradualmente a deslocar-se para zonas mais seguras do país, enquanto alguns refugiados fugiram para fora da Croácia, para Burgenland, para o sul da Hungria e para a costa italiana. 
Em 16 de agosto de 1513, Bano Petar Berislavić derrotou um exército otomano de 7.000 homens na batalha de Dubica, no rio Una.  Em fevereiro de 1514, os otomanos sitiaram Knin com 10.000 homens, queimaram os arredores da cidade, mas não conseguiram capturá-la e perderam 500 soldados.  O Papa Leão X chamou a Croácia de vanguarda do cristianismo (Antemurale Christianitatis) em 1519, dado que vários soldados croatas fizeram contribuições significativas para a luta contra o Império Otomano. Petar Berislavić passou 7 anos em constante luta com os otomanos, enfrentando contínuas escassez de dinheiro e um número insuficiente de tropas, até ser morto em uma emboscada durante a batalha de Plješevica em 20 de maio de 1520.  Após duas tentativas frustradas em 1513 e 1514, as forças otomanas lideradas por Gazi Husrev-beg realizaram o cerco final de Knin e a capturaram em 29 de maio de 1522. Eles também sitiaram Klis em várias ocasiões, mas o capitão de Senj e príncipe de Klis Petar Kružić defendeu a Fortaleza de Klis por quase 25 anos. 
Em 23 de abril de 1526, o sultão Solimão, o Magnífico, deixou Istambul com 80.000 tropas regulares e uma multidão de auxiliares irregulares, iniciando sua invasão à Hungria. Ele chegou a Sava em 2 de julho, tomou Petrovaradin em 27 de julho após um cerco de duas semanas e Ilok em 8 de agosto. Em 23 de agosto, suas tropas cruzaram o Drava em Osijek sem encontrar resistência. No mesmo dia, o rei Luís II chegou a Mohács com cerca de 25.000. O exército de 5.000 homens do Conde Christopher Frankopan não chegou ao campo de batalha a tempo. O exército húngaro esperou pelos otomanos na planície ao sul de Mohács em 29 de agosto e foi derrotado em menos de duas horas. A Batalha de Mohács de 1526 foi um evento crucial em que o governo da dinastia jaguelônica foi destruído pela morte do Rei Luís II. A derrota enfatizou a incapacidade geral do exército feudal cristão de deter os otomanos, que permaneceriam uma grande ameaça durante séculos. 

## Parlamento de Cetin de 1527

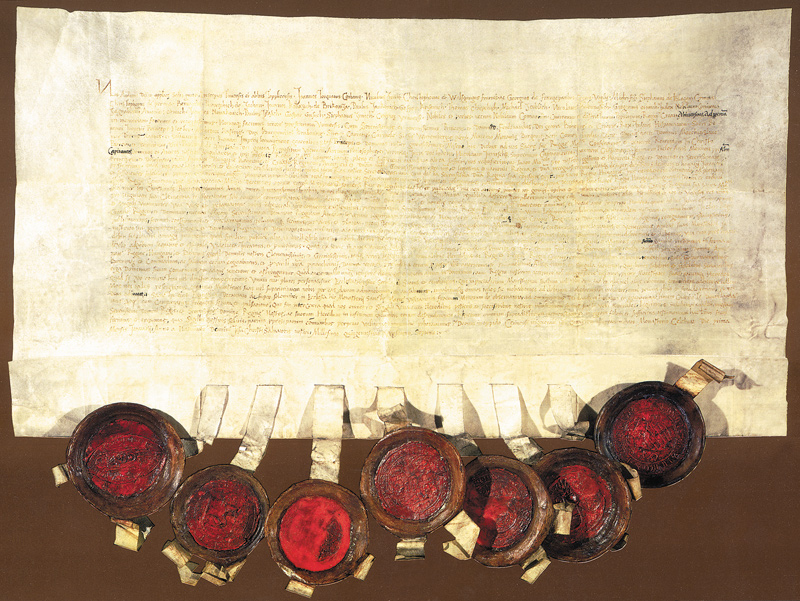
A Carta de Cetin de 1 de janeiro de 1527

Luís II detinha a coroa da Croácia, entre outros títulos, mas não deixou herdeiro. Na sessão de 10 de novembro de 1526, a maioria da Dieta Húngara escolheu João Zápolya para ser o rei, enquanto uma assembleia húngara separada elegeu o arquiduque Fernando I na dieta remanescente em Pozsony em 16 de dezembro de 1526. O arquiduque austríaco estava interessado na eleição croata para se opor a Zápolya, prometendo ao mesmo tempo proteger a Croácia no turbulento período de expansão otomana para o oeste. Os nobres croatas se reuniram em 31 de dezembro de 1526 para discutir sua estratégia e escolher um novo líder. A assembleia ocorreu no mosteiro franciscano abaixo do Castelo de Cetin, no assentamento de Cetingrado. O parlamento croata elegeu por unanimidade Fernando da Casa de Habsburgo como Rei da Croácia em sua assembleia em Cetin em 1º de janeiro de 1527. A carta que elegeu Fernando foi confirmada com os selos de seis nobres croatas e quatro representantes do arquiduque. Em 6 de janeiro de 1527, a nobreza da Eslavônia aliou-se a João Zápolya. 
A narrativa histórica croata insiste que a decisão de se juntar ao Império Habsburgo foi o resultado de uma escolha livre feita pelo Sabor.  Os historiadores austríacos concordam com esta opinião e parece haver poucas razões para duvidar das alegações croatas sobre os acontecimentos de 1526.  A situação política após a batalha de Mohács – a morte do rei, dois governantes eleitos, conquistas otomanas e, consequentemente, a divisão da Hungria em três partes, mudou todo o sistema de relações medieval. Uma guerra civil eclodiu entre os apoiadores de Fernando e Zápolya, que logo terminou em um acordo em benefício de Fernando e ambas as coroas seriam novamente unidas nas mãos dos Habsburgos. Embora isto significasse tecnicamente a restauração de uma união croata-húngara, a relação entre os dois países foi alterada permanentemente. 

## Brasão
O primeiro símbolo conhecido representando a Croácia remonta ao final do século XII e foi uma estrela de seis pontas sobre uma lua crescente, encontrada em um frizatik croata cunhado por André II como Duque da Croácia. Nos séculos XIV e XV, o brasão moderno da Dalmácia, três cabeças de leão coroadas em um escudo azul (originalmente em um escudo vermelho), foi usado para representar o Reino da Croácia, conforme mencionado em vários armoriais da época (Gelre Armorial, Constance Council Armorial ou Wernigerode Armorial). Também estava localizado em moedas e selos dos reis, como o grande selo de Matias I e no grande brasão de armas do rei Luís I. O tabuleiro de xadrez começou a ser usado no final do século XV e, no início do século XVI (1525), tornou-se oficial na Croácia. Consistia principalmente em cinco fileiras de cinco quadrados prateados e vermelhos interligados.  Também representou a Croácia na Batalha de Mohács como uma bandeira militar. 